# Protuberância mentual
Protuberância mentual é uma elevação, como o próprio nome diz, uma protuberância na região mentual. 
Popularmente conhecido como queixo. 
O músculo mentual ou músculo do mento se insere nesta protuberância.